# Massimo Venturini
Massimo Venturini (Novara, 17 settembre 1957) è un allenatore di calcio ed ex calciatore italiano, di ruolo difensore.

## Caratteristiche tecniche
Era un difensore centrale spesso utilizzato da terzino nelle ultime stagioni di attività.

## Carriera

### Giocatore
Cresce nelle giovanili della squadra della sua città, il Novara, con cui esordisce in Serie B nella stagione 1975-1976. Titolare nella stagione 1977-1978, dopo la retrocessione dei piemontesi in Serie C.
Nell'estate 1978 va alla Pistoiese con cui disputa titolare il campionato di Serie B 1978-1979. L'annata successiva è alla Sampdoria, dove disputa 7 gare della stagione 1979-1980.
L'autunno 1980 si trasferisce all'Avellino, con cui esordisce in Serie A il 25 gennaio 1981, in occasione della vittoria interna col Bologna. Resta in Irpinia due stagioni: la prima (9 presenze) come rincalzo dello stopper titolare Cesare Cattaneo, la seconda parte da titolare ma viene gradualmente soppiantato da Luciano Favero. Contribuisce alla salvezza della stagione 1980-1981, realizzando la sua unica rete della stagione nell'ultima partita di campionato con la Roma, rete che permetterà all'Avellino di mantenere la serie a spese del Brescia.
Nel 1982 passa al Catanzaro, dove risulterà protagonista in negativo con due autoreti in una stagione che vede i calabresi chiudere l'annata all'ultimo posto in A con soli 13 punti. Resta in giallorosso nella successiva stagione 1983-1984 che vede nuovamente il Catanzaro chiudere ultimo, in Serie B.
Dopo aver inizialmente seguito i calabresi in Serie C1, l'autunno 1984 torna in Serie B col Pescara, disputando due stagioni da titolare nei cadetti. Chiude la carriera agonistica in Serie C con due stagioni alla Salernitana, una al Potenza.
In carriera ha totalizzato complessivamente 41 presenze e una rete in Serie A, 134 presenze in Serie B.

### Allenatore
Cessata l'attività agonistica ha intrapreso quella di allenatore, guidando fra l'altro il Novara in Serie C1 nella stagione 2004-2005. Dopo sette anni di assenza, l'11 luglio 2012 diventa allenatore dell'Asti Calcio ricoprendo anche il ruolo di Direttore tecnico della prima squadra per la stagione ventura, nell'organigramma societario della cordata che fa capo a Pier Paolo Gherlone e un gruppo d'imprenditori torinesi che hanno rilevato il club biancorosso. I risultati sono nefasti e non arrivano e il 9 settembre, all'indomani della pesante sconfitta per 6-1 sul campo del Borgosesia, la società provvede all'esonero del tecnico che dopo sole due giornate di campionato ha raccolto due pesanti sconfitte (tre complessivamente, considerando la sconfitta col Bra patita all'esordio ufficiale anche in Coppa Italia). Al suo posto, la società affida provvisoriamente la gestione della prima squadra al tandem Nicola Ascoli (che è già direttore sportivo) ed Enrico Pasquali. L'avventura di Venturini (che lascia anche il ruolo di direttore tecnico) in panchina, è durata appena due mesi: per l'Asti è un esonero record, che mai in passato aveva maturato una simile scelta dopo poche giornate.

## Palmarès

### Allenatore

#### Competizioni regionali
- Eccellenza: 2

Pro Patria: 1993-1994
Vigevano: 2000-2001